# Irfan Bachdim
Irfan Haarys Bachdim, född 11 augusti 1988 i Amsterdam, är en indonesisk fotbollsspelare som spelar för PSS Sleman. Han spelar även i det indonesiska landslaget.

## Karriär
Irfan Bachdim startade sin karriär i FC Utrecht. Han spelade sedan för HFC Haarlem, SV Argon, Persema Malang innan Chonburi värvade honom 2013. 2014 flyttade Bachdim till Japan för spel med Ventforet Kofu och senare även Consadole Sapporo.
I januari 2017 värvades Bachdim av indonesiska Bali United. I februari 2020 gick han till PSS Sleman.